# Solartechnik Prüfung Forschung
L’Institut für Solartechnik SPF fait partie de la Hochschule für Technik Rapperswil HSR. L’institut effectue des recherches appliquées et des travaux de développement dans le domaine de l’énergie solaire depuis 1981.
Environ 20 personnes (ingénieurs, physiciens et techniciens) sont chargées des domaines suivants :
- Matériaux et composants (couches d’absorber, substrats, revêtements, pompes, compensateurs)
- Capteur solaire (capteurs plans et tubulaires, agents caloporteurs fluides et gazeux, concepts de concentration)
- Systèmes (systèmes solaires de production d’eau chaude à usage sanitaire, systèmes combinés de chauffage et de production d’eau chaude, climatisation solaire)
- Informatique (logiciel Polysun de calcul et d’optimisation de systèmes de capteurs solaires)